# Хьолсхаут
Хьолсхаут (на нидерландски: Hulshout) е селище в Северна Белгия, окръг Тьорнхаут на провинция Антверпен. Намира се на 25 km югозападно от град Тьорнхаут. Населението му е около 9170 души (2006).